# Уоррен Битти: Голливудские амбиции
«Уоррен Битти: Голливудские амбиции»  (фр. Warren Beatty, une obsession hollywoodienne; англ. Warren Beatty: Mister Hollywood) — франко-нидерландский документальный фильм режиссёра Оливье Никлоса. Мировая премьера состоялась 4 октября 2015 года.

## Сюжет
В центре внимания — голливудский актёр, режиссёр, сценарист, продюсер, первостатейный плейбой и даже кандидат в президенты США Уоррен Битти. Его ролями в кино восхищались, а победам на любовном фронте — завидовали. Но мало кто знал настоящего Битти. Такого, каким он был за границами обзора телекамер. Это фильм — как попытка приподнять завесу над личностью одного из самых одиозных кинематографистов современности.

## Появления
- Уоррен Битти
- Изабель Аджани
- Аннетт Бенинг
- Лесли Карон
- Джули Кристи
- Джоан Коллинз
- Катрин Денёв
- Фэй Данауэй
- Дастин Хоффман
- Роберт Ф. Кеннеди (архивные кадры)

## Восприятие
По мнению Сони Девиллерс, «в фильме грамотно отражена неоднозначная карьера Битти и основные изменения в киноиндустрии»